# Исмаил Ботлихский
Исмаил Ботлихский (ботл. Буйхасув ИсмагIил; конец XVIII века, Ботлих, Дагестан — август 1857, Буртунай, Дагестан) — северо-кавказский военный и политический деятель и один из приближённых наибов имама Шамиля. Национальный герой ботлихского народа.

## Биография
Исмаил родился в селе Ботлих Технуцальского общества. По национальности — ботлихец. С юных лет он проявил себя как умелый боец и лидер, что впоследствии привлекло внимание имама Шамиля.
После снятия с должности Шахмандарила Хаджиява Чиркейского Шамиль назначил Исмаила наибом Технуцальского общества. В этой должности он проявил себя как талантливый администратор и военачальник, укрепив оборону региона и поддерживая порядок среди подчиненных ему общин.
Исмаил пользовался огромным уважением среди соплеменников, которые видели в нем не только предводителя, но и защитника их интересов. Он также поддерживал тесные связи с семьей Шамиля, особенно с его сыном Гази-Мухаммадом, с которым он состоял в дружеских отношениях.
В августе 1857 года Исмаил Ботлихский погиб в сражении при Буртунае.

## Память
В его родовом селении Ботлих одна из улиц носит его имя.